# Teatro Nacional de Letonia
El Teatro Nacional de Letonia, también llamado Teatro Nacional Letón (en letón: Latvijas Nacionālais teātris), es uno de los principales teatros de Letonia. El edificio está ubicado en la capital, Riga, construido con un estilo ecléctico y considerado como un monumento artístico y arquitectónico.
El edificio, original de 1902, aunque comenzó su construcción en 1899, vio la proclamación de la independencia de la República de Letonia en 1918. El 23 de febrero de 2002 el teatro celebró su 100.º aniversario. El actual director del mismo, Ojārs Rubenis, lleva en el cargo desde 2006.